# Voipbuster
VoipBuster es uno de los programas de ordenador que sirven para realizar llamadas y enviar SMS a teléfonos fijos y móviles, tanto nacionales como internacionales. Todo a un precio económico (gratuito en algunos casos). Funciona a través de Internet y puede categorizarse como software VoIP (voz sobre IP).
Actualmente pertenece a la empresa Betamax GmbH & CO (Alemania). Anteriormente pertenecía a la empresa Finarea S.A. (Suiza).
Betamax ofrece multitud de software VoIP. Extrañamente todos estos productos son similares, diferenciándose unos de otros mínimamente. Se desconocen los motivos por los que Betamax ha decidido ofrecer esta variedad de productos similares. Según los comentarios de los usuarios (clientes) de esta empresa parece ser que modifican los precios muy a menudo. A continuación se muestra una lista de las diferentes marcas que utiliza Betamax:
- 12voip.com
- budgetsip.com
- calleasy.com
- dialnow.com
- freecall.com
- internetcalls.com
- intervoip.com
- justvoip.com
- lowratevoip.com
- netappel.fr
- nonoh.net
- poivy.com
- sipdiscount.com
- smsdiscount.com
- smslisto.com
- sparvoip.de  (enlace roto disponible en Internet Archive; véase el historial, la primera versión y la última).
- voipbuster.com
- Voipbuster
- voipcheap.co.uk
- voipcheap.com
- voipdiscount.com
- voiphit.com
- voipraider.com
- voipshark.com
- voipstunt.com
- voipwise.com
- webcalldirect.com